# Atriplex micrantha
Atriplex micrantha là loài thực vật có hoa thuộc họ Dền. Loài này được Ledeb. mô tả khoa học đầu tiên năm 1829.